# Radio Etüden
Radio Etüden (RadioEtüden) ist eine Klangkomposition von Heiner Grenzland. Das Werk wurde am 7. Januar 2005 vom Deutschlandradio urgesendet. Weitere Sendungen u. a. am 22. Mai 2005 beim Bayerischen Rundfunk, am 24. Februar  2006 erneut beim DeutschlandRadio, bei Radio Bremen am 30. Mai  2008 (Ausschnitt), am 3. Oktober  2019 beim Bayerischen Rundfunk und zuletzt am 19. November  2020 beim Bayerischen Rundfunk.

## Produktionsdaten
| Titel       | Radio Etüden (RadioEtüden)                                    |
| Untertitel  | Fünf Thematische Felder                                       |
| Gattung     | Ars acustica / Klangkunst                                     |
| Produktion  | Autorenproduktion im Auftrag von DeutschlandRadio Berlin 2004 |
| Redaktion   | Götz Naleppa                                                  |
| Realisation | Heiner Grenzland                                              |
| System      | ProTools 8.x                                                  |
| Länge       | 53:29 Min.                                                    |
| Erstsendung | 7. Januar 2005                                                |

## Entstehung und Hintergrund
Das Werk wurde auf einem ProTools 8.x 2-Kanal System realisiert. Das Klangmaterial wurde entweder artifiziell generiert oder, sofern O-Töne oder bereits existierende Aufnahmen verwendet wurden, verfremdet und manipuliert. Mit Ausnahme einer Frauenstimme im Prolog gibt es keine natürlichen akustischen Ereignisse. Es werden Klangzitate verwendet, die für die Entwicklung der Klangkunst von Bedeutung waren, u. a. Geräusche von Luigi Russolo oder von Pierre Schaeffer, aber auch Klangmaterial aus der Elektronischen Musik und Techno.
Inhaltlich beschreibt das Werk eine Klangreise durch das 20. Jahrhundert in fünf  Formabschnitten (Thematische Felder genannt). Damit verbunden ist in den drei Hauptteilen „Tanz“, „Zeit“ und „Schweifung“ eine musikalisch ausgedrückte Perspektive auf den jeweiligen zeitgeschichtlichen Abschnitt. So greift das Feld „Tanz“ die Aufbruchsstimmung am Anfang des Jahrhunderts auf (ein Furioso-Tanzmotiv ist der musikalische Träger), im zweiten Feld „Zeit“ geht es mit dem Verweis auf die Schrecken der zwei Weltkriege und Hiroshima und Auschwitz weiter, schließlich wird im dritten Feld „Schweifung“ die Suche nach neuen Werten der 1960er Jahre (mit einem Variationsthema) und der Auflösungsprozess der Postmoderne (collageartige Stilmixturen) reflektiert. Der Prolog und Epilog (Feld I und V) sind der Begrüßungs- und Abschiedsritus für das Jahrhundert. Zwischen den thematischen Feldern gibt es Zwischenspiele, die im Verhältnis zu den anderen Formteilen zeitlich sehr kurz und charakterlich different sind. Neben verschiedenen technologischen Misch- und Verfremdungsmethoden (des Computers) werden auch klassische Kompositionsformen wie Sonatenhauptsatzform oder Fuge eingesetzt.

## Die Formteile
| Satzteil        | Titel/Untertitel | Themenhintergrund | Dauer      |
| --------------- | ---------------- | --- | ---------- |
| Feld I          | PROLOG           | - | 05:06 Min. |
| Zwischenspiel 1 | -                | - | 01:27 Min. |
| Feld II         | TANZ             | Spiegelt die zerstörerische Aufbruchsenergie, die sich in den zwei Weltkriegen entlädt                                   | 08:44 Min. |
| Feld III        | ZEIT Trauermusik | Spiegelt das traumatische Entsetzen über Auschwitz und Hiroshima                                                         | 14:00 Min. |
| Zwischenspiel 2 | -                | - | 02:12 Min. |
| Feld IV         | SCHWEIFUNG       | Spiegelt die Verlorenheit im letzten Drittel des Jahrhunderts auf der immer unwirklicher werdenden Suche nach dem Neuen. | 14:05 Min. |
| Zwischenspiel 3 | -                | - | 02:25 Min. |
| Feld V          | EPILOG           | - | 05:35 Min. |

„Man muss die der Komposition zugrunde liegende Gedankenwelt nicht kennen, weil man  das Werk auch als rein abstrakten akustischen Flow, als einen fluoreszierenden Klangtunnel hören kann.“ (Heiner Grenzland)

## Einordnung
Die Radio Etüden gehören stilistisch zur Neuen Musik und zum Genre Radiokunst/Klangkunst (ars acustica). Gelegentlich wird das Werk auch als „Geräuschmusik“ oder Computermusik bezeichnet, womit speziell auf die Charakteristika der größtenteils artifiziellen, geräuschhaften und durch den Computer erzeugten Beschaffenheit und Verarbeitung des Klangmaterials verwiesen wird.

## Weitere Veröffentlichungen
Eine Auskopplung (Radio Edit) des Abschnittes ZEIT ist am 5. Juni 2022 von Zebralution GmbH auf Youtube veröffentlicht worden.